# Fantasy Island (lied)
Fantasy island is een Nederlandstalige single van The Millionaires.

## Achtergrond
Fantasy island, toen aangeduid met Fantasie eiland, was een liedje dat een inzending was voor het Nationaal Songfestival 1982. Het werd gezongen door The Millionaires, Bonnie St. Claire en Bill van Dijk. Alhoewel lieveling van publiek en jurylid Ben Cramer, ging de eerste prijs toch naar Jij en ik in de uitvoering van Bill van Dijk. Hij werd afgevaardigd naar het Eurovisiesongfestival 1982 en werd zestiende van achttien. Fantasy Island werd opgenomen in de Wisseloord Studio's.

## Hitnotering
Jij en ik wist de Nederlandse hitparades niet te halen. Fantasy island echter wel.

### Nederlandse Top 40
| Positie: | 31 | 31 | 39 | uit |

### NederlandseMega Top 50
| Positie: | 42 | - | 36 | 32 | 40 | uit |

## Cover
Daarmee was de geschiedenis van dit nummer nog niet voorbij. Een Brits muziekgroepje Tight Fit coverde de Engelse versie van Fantasy island. De single werd zowaar een grote hit in het Verenigd Koninkrijk. Fantasy island stond twaalf weken genoteerd met een hoogste plaats 5. Ze brachten nog een single uit Secret heart en een elpee, maar de groep ging aan het behaalde succes ten onder. Er waren problemen over het verdelen van royalty's en inkomsten. In 1982 was het afgelopen. Muziekproducent was Tim Friese-Greene, die even later succes had met The Nolans en Talk Talk.